# John Stark
John Stark (Londonderry, 28 agosto 1728 – Manchester, 8 maggio 1822) è stato un generale statunitense, originario del New Hampshire che servì nella Guerra d'indipendenza americana.
È conosciuto soprattutto per la sua brillante vittoria nella Battaglia di Bennington nel 1777, durante la campagna di Saratoga.

## Biografia

### Gioventù
John Stark nacque a Londonderry, nel New Hampshire, nell'anno 1728. Alla giovane età di 8 anni lui e la sua famiglia si spostarono nell'antica Derryfield, ora denominata Manchester, ove visse per il resto della sua cospicua vita. Si sposò con Elizabeth "Molly" Page, con la quale ebbe 11 figli, il cui precipuo fu Caleb Stark. Il 28 aprile 1752, durante una battuta di caccia lungo il tortuoso fiume Asquamchumauke, fu catturato da una tribù di nerboruti guerrieri Abenaki. Fu successivamente portato in Québec (provincia). Mentre era prigioniero degli Abenaki, lui e il suo compagno di prigionia Amos Eastman furono sfidati da alcuni guerrieri armati di bastoni. Stark ha ghermito un bastone dalle mani del guerriero e ha subito iniziato la contro offensiva, cogliendo di sorpresa gli avversari. Il capo è stato così colpito da questo atto eroico che Stark è stato celermente investito come membro ufficiale della tribù.
Nella primavera successiva un agente del governo inviato dal Massachusetts a lavorare sullo scambio di prigionieri ha pagato il suo riscatto, pari a 103 dollari per il futuro capitano e soli 60 dollari per Amos Eastman. Stark e Eastman, a seguito di quest'avventura terminata nel miglior modo possibile, tornarono nel New Hampshire.
Morì a Manchester nel New Hampshire nel 1822 a 93 anni.